# Rocca Pia (Tivoli)
A Rocca Pia nevű várat II. Piusz pápa építtette a 15. század derekán Tivoli városában a pápai fennhatóság biztosítása érdekében.

## Története
Tivoli városának önállósodási törekvései újra meg újra megerősödtek a középkor folyamán. II. Piusz, a humanista pápa ezért látta szükségesnek ennek a masszív erődítménynek a felépítését a város közepén, ami egyben ellenőrizte az Aniene folyó völgyének közlekedési útvonalát is. Az egy év alatt elkészült vár építészei a firenzei Varrone és Niccolò voltak, a híres firenzei reneszánsz építész, Filarete tanítványai.
Az építkezés során elbontották a közvetlen közelében álló római amfiteátrum, az M. Tullius Blesus nevét őrző Bleso amfiteátruma maradványait, részben védelmi okokból, hogy az ne nyújthasson fedezéket az esetleges támadóknak, részben pedig anyagát felhasználták a vár építéséhez.
Az 1700-as évek háborúi során a várat francia, majd osztrák csapatok is elfoglalták és kaszárnyát, illetve börtönt alakítottak ki benne. Napóleon idején végleg fegyház lett, és egy gyárat is építettek az északi fal közelében a rabok foglalkoztatására. A vár egészen 1960-ig börtönként szolgált.

## Leírása
A várat lényegében négy, különböző magasságú torony és az azokat összekötő falak alkotják. A legnagyobb torony 36,5 méter magas, 13,20 méter átmérővel és hat belső emelettel, a második legnagyobb magassága 25,5 méter, 10 méteres átmérővel és öt emelettel. A nagyobb tornyok védelmi berendezései főleg kifelé irányulnak. Az alacsonyabb tornyok magassága 18,5 és 15,5 méter, de mindkettő három belső szintet tartalmaz. Ezek elsősorban befelé, illetve a város felé  irányultak. A tornyok falainak vastagsága igen tekintélyes, mivel ebben az időben már megjelentek az ágyúk a harcászatban; a legmagasabb falvastagsága 3,9 méter, a másodiké 2,9, a két kisebbé 2 méter.